# Namoro casual

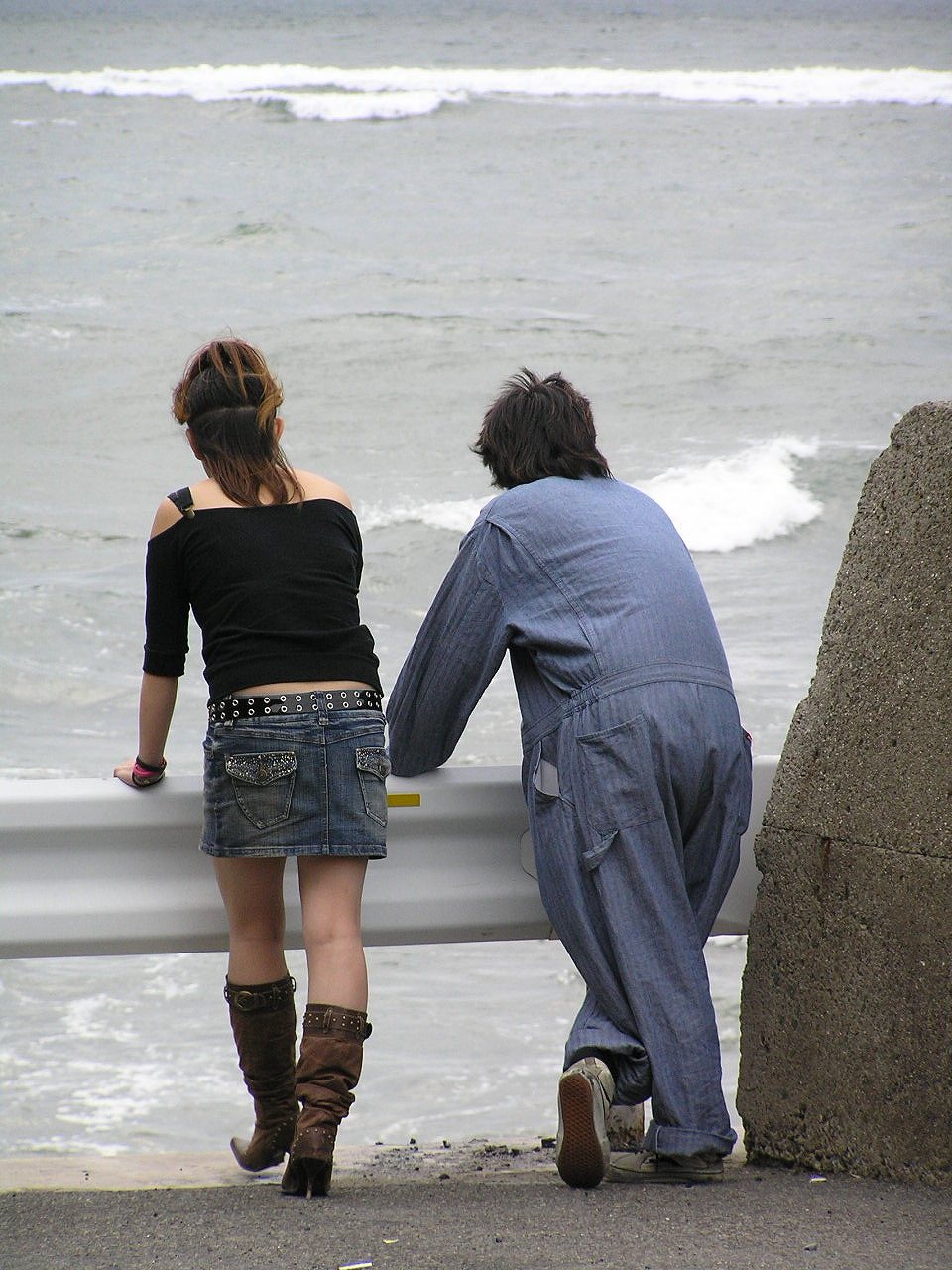
Um relacionamento casual às vezes é referido como “sem compromisso” ou como uma situação.

Namoro casual ou relacionamento casual é um relacionamento físico e emocional entre duas pessoas que podem ter sexo casual ou uma quase-relação sexual, mantendo-se fiéis uma à outra sem necessariamente exigir ou esperar os compromissos adicionais de um relacionamento amoroso mais formal. Motivos para relacionamentos casuais variam. Há diferenças significativas de gênero e culturais na aceitação e na amplitude dos relacionamentos casuais, assim como nos arrependimentos sobre ação ou inação nesses relacionamentos.
Namoro casual pode ou não implicar exclusividade entre parceiros. Em cada caso, o predomínio que o relacionamento ocupa na vida dos envolvidos é voluntariamente limitado, e geralmente há a sensação de que o vínculo se pretende durar apenas enquanto ambas as partes o desejarem. Relacionamentos casuais às vezes incluem apoio mútuo, afeto e prazer, que sustentam outras formas de relacionamento amoroso.
Um relacionamento casual às vezes é referido como “sem compromisso”, como uma situação ou como uma aventura.

## Estudantes universitários
Um relacionamento “sem compromisso” é mais comumente encontrado em jovens adultos, como estudantes universitários. A transição da infância para a vida adulta traz muita exploração em diferentes áreas. Uma dessas áreas inclui relacionamentos e atividade sexual. O estudo de Grello et al. sugere que, na maioria dos casos, os estudantes que perderam a virgindade no ensino médio o fizeram em um relacionamento amoroso. Após ter relações sexuais, muitos estudantes universitários passam a ter sexo casual com amigos ou colegas com quem foram recentemente apresentados.
Um relacionamento casual, ao contrário de um relacionamento amoroso, é difícil de atribuir normas, roteiros e expectativas. Rebecca Plante, professora associada do Ithaca College que se especializa em pesquisas sobre relacionamentos casuais, afirma que esse tipo de vínculo pode ser benéfico, estabelecendo uma “saída saudável para necessidades e desejos sexuais”.

### Tipos de amantes universitários
J. A. Lee definiu dois tipos principais de amantes para jovens universitários: os amantes do tipo “Eros”, apaixonados, e os “Ludos” ou amantes lúdicos, que encaram o relacionamento como um jogo. Os amantes “Eros” formam uma conexão imediata, apaixonando-se pela aparência física do outro antes de considerar outras características e também se envolvem em relacionamentos casuais. Por esse motivo, é difícil que um vínculo amoroso genuíno se desenvolva. Os amantes “Ludic” buscam a sensação de conquista e tipicamente iniciam um relacionamento ou um encontro casual com pouquíssimas ou nenhumas intenções de compromisso; frequentemente mantêm mais de um parceiro sexual ao mesmo tempo e têm dificuldade em considerar um relacionamento sério.

### Negociação entre participantes
Muitos relacionamentos casuais estabelecem diretrizes ou um conjunto de regras. Os dois participantes acordam o que cada um espera do vínculo e discutem também a possibilidade de um deles desenvolver sentimentos amorosos pelo outro. A comunicação entre os parceiros é essencial para o funcionamento desse tipo de relacionamento, e, por muitas vezes já serem amigos, conversar tende a ser mais simples.

### Manutenção do relacionamento e preocupações dos estudantes
Relacionamentos casuais, por misturarem amizade e vínculo sexual não romântico, apresentam desafios para a manutenção. Com base na teoria da troca, Hughes observou dependência individual de um dos parceiros à medida que o intercâmbio de recursos, conhecimento, recompensas e custos se torna mais proeminente. Os parceiros podem passar a depender de conselhos ou da companhia do outro, o que nem sempre é mútuo. O parceiro menos dependente tende a controlar o relacionamento casual — definindo quando encontram-se, quando têm relações sexuais e quando fazem atividades juntos — enquanto o parceiro dependente se submete para não perder o vínculo.

### Divulgação do relacionamento casual aos amigos do mesmo sexo
O estudo de Hughes revelou quatro categorias principais para não contar aos amigos do mesmo sexo sobre o vínculo: não achar necessário que saibam, querer manter o relacionamento em segredo, sentir-se envergonhado ou recear julgamento e prever desaprovação por parte dos amigos.

### Motivações
Hughes identificou cinco motivações principais para estudantes universitários entrarem em um relacionamento casual:
- Evasão de compromisso: gostam de múltiplos parceiros e querem evitar se prender a uma pessoa só.[12]
- Atividade sexual: atração mútua e desejo de encontros sexuais.[12]
- Simplicidade do relacionamento: obter benefícios sem o drama de um vínculo amoroso.[12]
- Conexão emocional: sentir falta da intimidade de relacionamentos anteriores e querer vivê-la sem compromisso.[12]
- Vontade prévia de um relacionamento casual: dois estudantes solteiros que desejam aproveitar essa fase juntos.[12]

### Participação de gênero
Um estereótipo tradicional em relacionamentos casuais heterossexuais na universidade é de que os homens iniciam a atividade sexual. Outro estereótipo associa homens a maior atividade sexual e mulheres a ligar sexo a romance. Isso nem sempre se confirma, especialmente entre universitários.
Estudo de Paul et al. indica que há tantas mulheres quanto homens iniciando esses relacionamentos. Pressões sociais e de amigos podem levar estudantes de qualquer gênero a participar de encontros casuais.
Muitos sites de namoro casual apresentam proporção de gênero desequilibrada, com muito mais homens que mulheres. Esses sites costumam usar artifícios para manter os usuários masculinos interessados ou atraí-los para assinaturas pagas. Como a maioria não lê os Termos de Serviço, as estratégias permanecem ocultas para a maioria dos usuários.

### Fatores ambientais
O consumo de álcool e as festas em campi universitários são frequentes. A promiscuidade também é prevalente. Estar em um ambiente de estudantes sexualmente ativos pode pressionar outros a beber, ter relações sexuais e engajar-se em namoro casual. Instituições conhecidas por maior consumo de álcool tendem a ter mais alunos em relacionamentos casuais. Pesquisadores debatem se a função desinibidora percebida leva ao aumento da atividade sexual.

## Sexo casual
Sexo casual são certos tipos de atividade sexual fora do contexto de um relacionamento amoroso. Embora indivíduos em um relacionamento casual possam praticar sexo casual, este abrange atividades não restritas ao contexto daquele vínculo.
Em relações sexuais entre adolescentes nos EUA, o sexo penetrativo não costuma ser predominante. Em vez disso, sexo oral e sexo manual são mais comuns, reduzindo riscos como gravidez e infecções sexualmente transmissíveis. Alguns adolescentes não consideram o sexo oral “sexo de verdade” e o usam para manter o que chamam de “virgindade técnica”.
Um aspecto comum do sexo casual é que a atividade sexual ocorre entre parceiros sem compromisso mútuo. Apresenta-se como menos arriscado que encontros aleatórios, pois há maior conhecimento prévio sobre o parceiro. Ao praticar sexo casual, a pessoa tende a conhecer melhor o parceiro do que em um caso de uma única noite.